# Autogiro (luftfarkost)

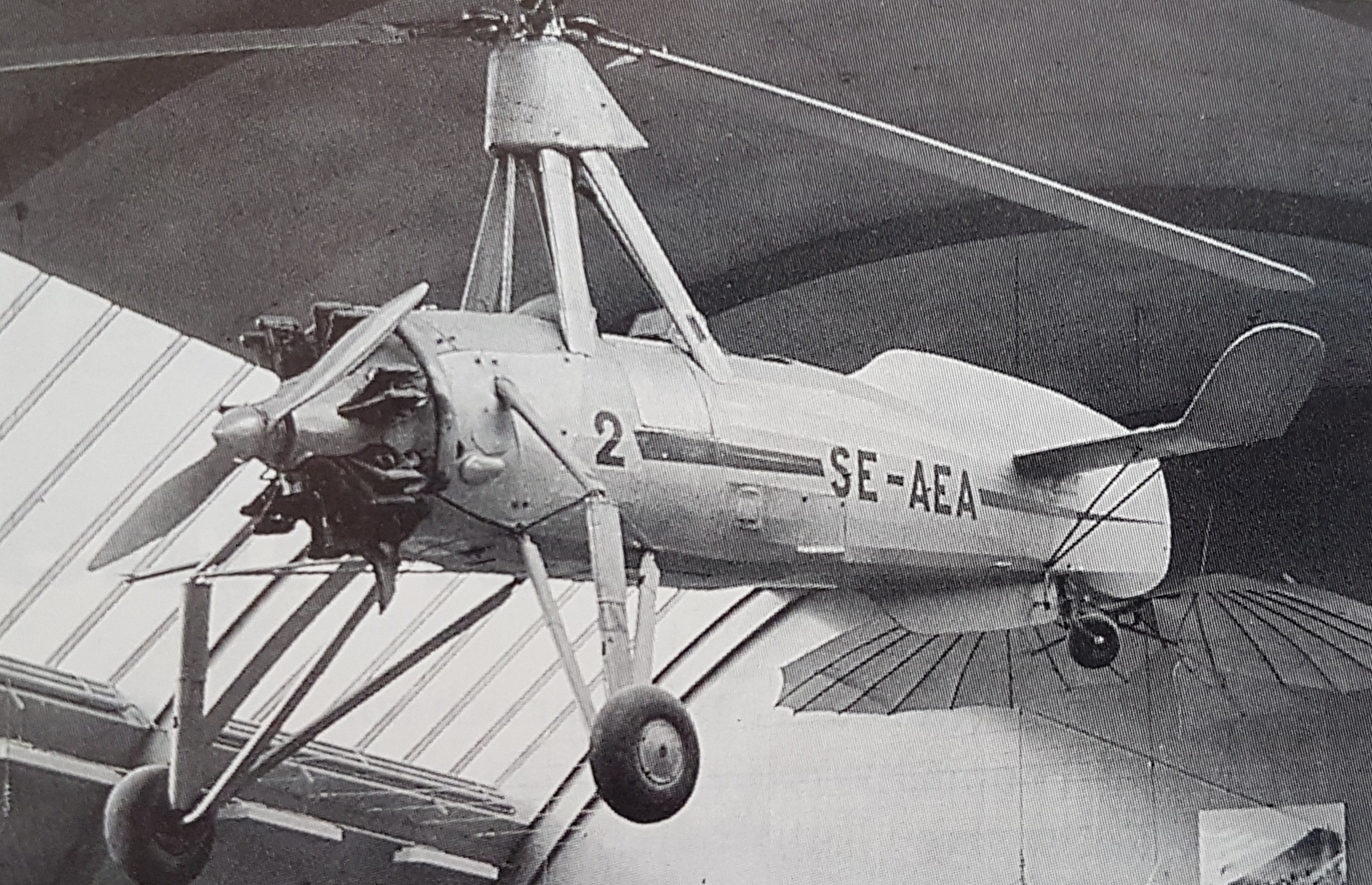
Rolf von Bahrs autogiro SE-AEA upphängd i Tekniska museet i Stockholm

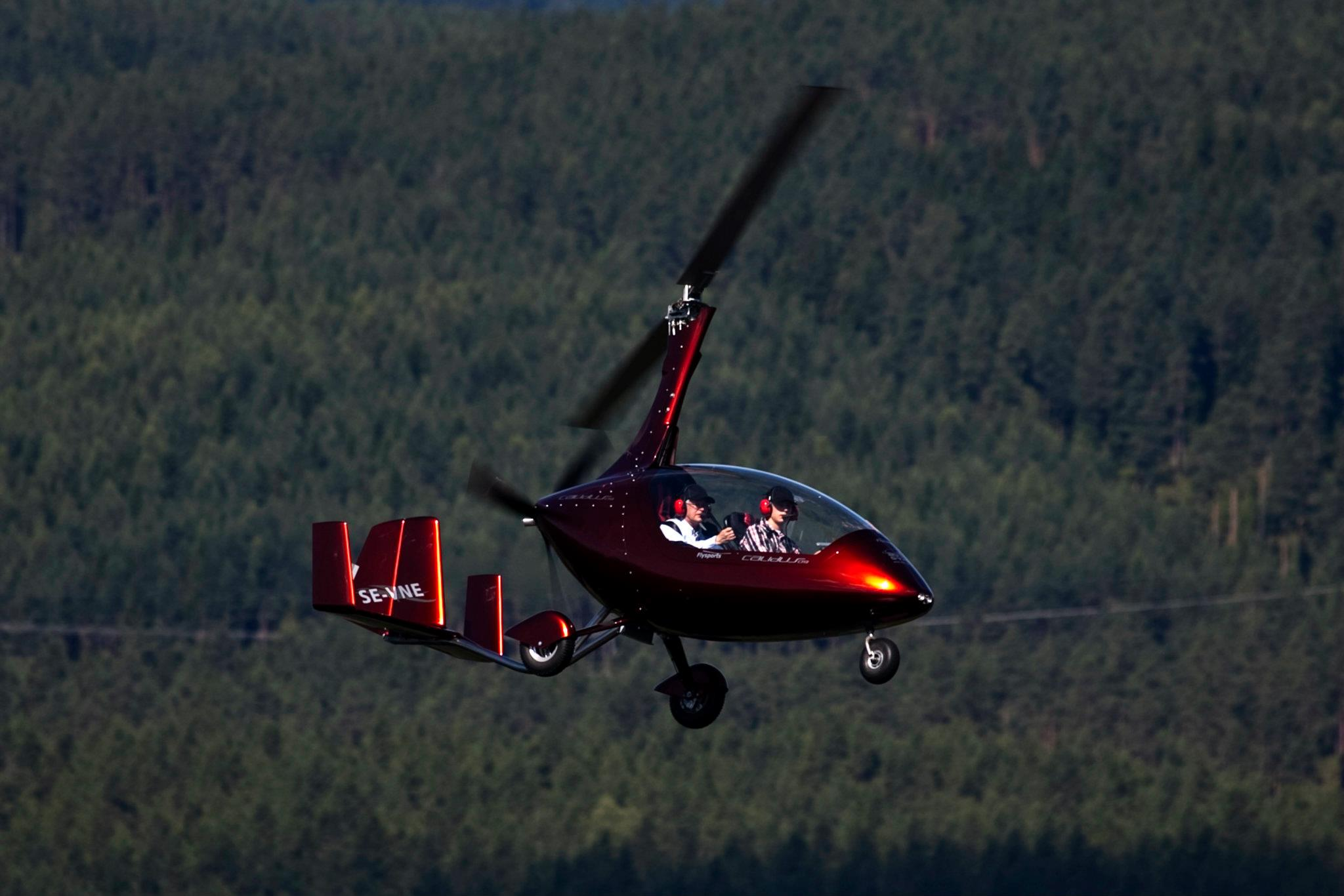
Autogiro av typen Calidus, tillverkad av AutoGyro GmbH

Autogiro  eller autogyro (av grekiska autos, själv, och gyros, krets), även gyrokopter eller girokopter (jämför: helikopter), är en luftfarkost som ser ut som en helikopter men fungerar mer som ett vanligt flygplan. Konstruktionen blev utkonkurrerad av helikoptern som är en senare konstruktion, men används idag bland annat vid nöjesflygningar och flygbesprutning. Vissa polismyndigheter har också försöksvis provat flygande övervakning med autogiro, som ett billigare alternativ till helikopter.

## Historik
Som uppfinnare av autogiron brukar nämnas den spanske konstruktören Juan de la Cierva, som 1923 registrerade "autogiro" som varumärke. Den grundläggande principen hade dock redan tidigare skisserats av Pere Sastre Obrador från Mallorca. Löjtnant Alejandro Gomez Spencer genomförde den första lyckade flygningen den 9 januari 1923 med en autogiro konstruerad av Juan de la Cierva. Cierva startade en industri som försåg stora delar av världen med autogiror under 1930-talet, som användes bland annat till postflygningar i USA. Den vanligaste modellen var Cierva C.30.

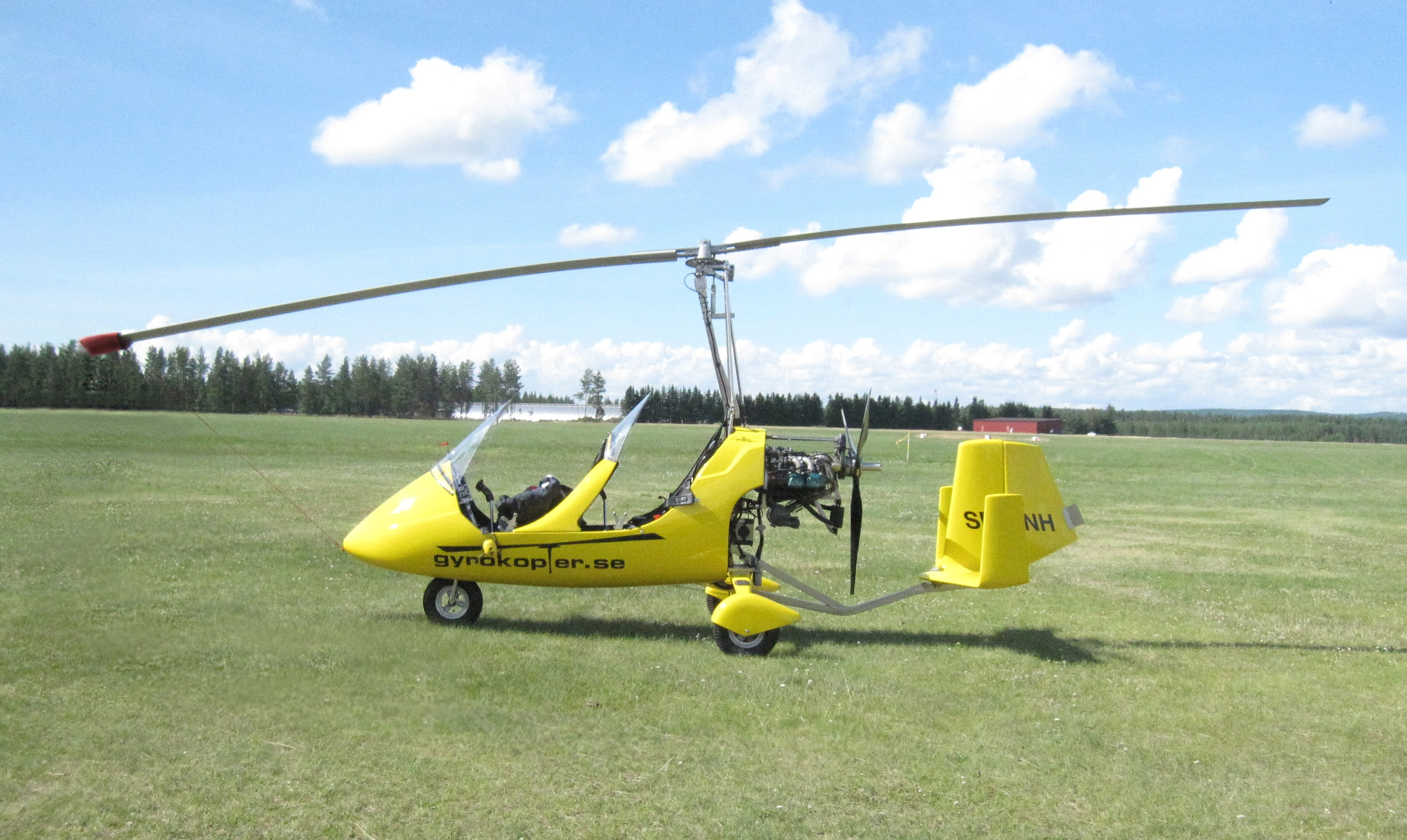
Autogiro av typen MTO-Sport

## Konstruktion
Framdrivningen sker med en propeller i flygkroppens nos eller akter. Ovanför flygkroppen sitter en rotor på en vertikal axel som under färd inte har någon koppling till autogirons propellermotor. Den kan betraktas som smala flygplansvingar som utför en cirklande glidflykt och på så sätt bär upp farkosten. Rotorbladen hålls i gång av fartvinden genom att axeln är något tillbakalutad. Fenomenet kallas autorotation. Vid start låter man dock rotorn drivas av motorn, varvid bladens skevning tillfälligt ställs om.
Autogirons princip finns i naturen. Lönnens vingförsedda frö, "lönnäsan", autoroterar och kan med vindens hjälp flyga långt bort från moderträdet.
Med autogiro kan start och landning ske inom ett mycket begränsat område.

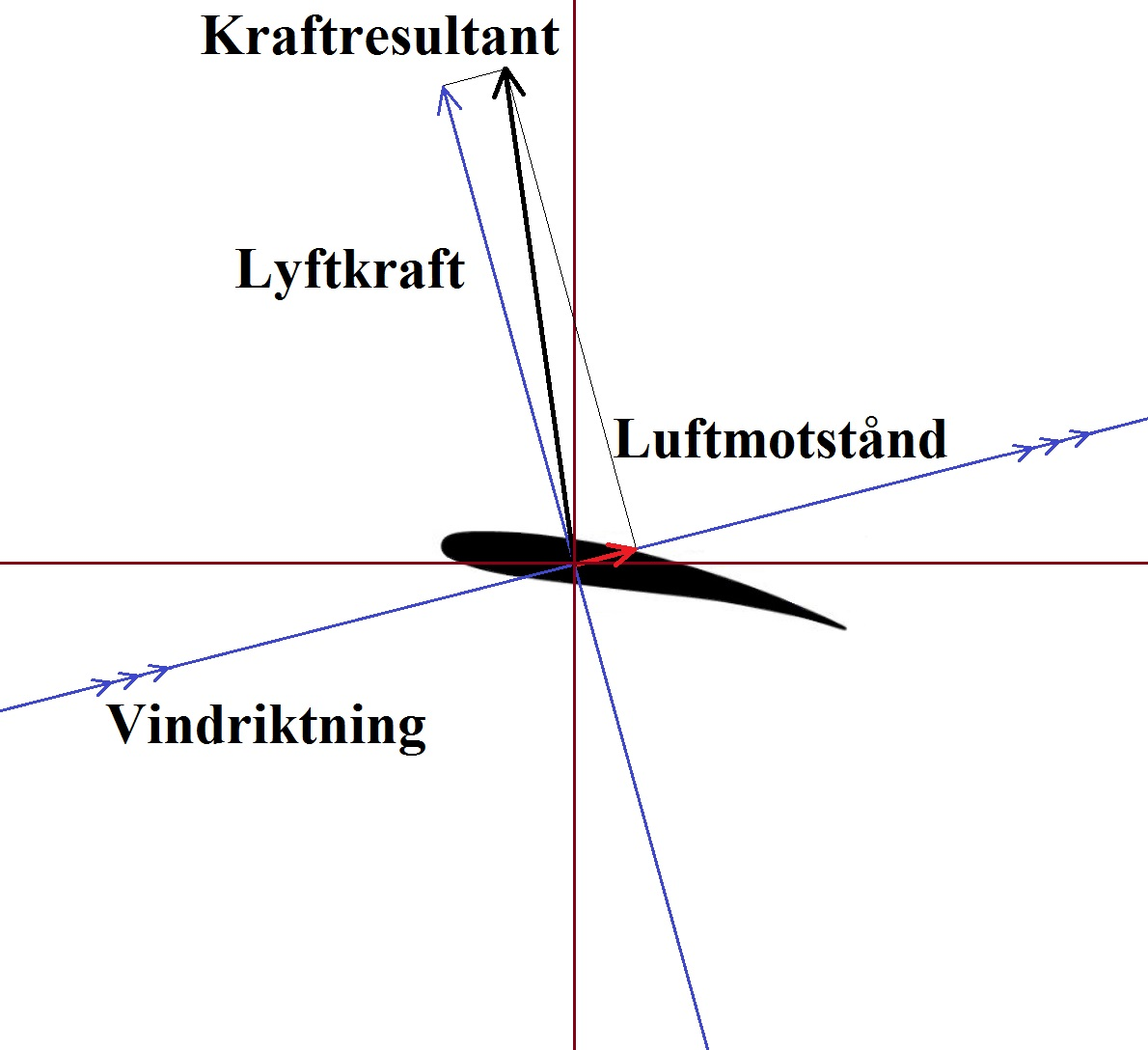
Bladet på bilden accelererar då kraftresultanten är framför centrum. Vid planflykt ligger kraftresultanten i centrum och bladet roterar med konstant hastighet.

En autogiro är billigare att använda, bygga och konstruera än en helikopter, eftersom den innehåller färre rörliga delar och ingen komplicerad mekanik som till exempel en rotorväxel. Nackdelen är att den inte kan göra VTOL-starter. Den kan dock landa utan fart framåt. (Numera kan en autogiro göra "stående start" genom att först varva upp rotorn med hjälp av en tillfällig koppling till motorn, men denna koppling måste brytas innan autogiron lättar.) Vid ett eventuellt motorbortfall autoroterar rotorn på samma sätt som för en helikopter som drabbas av samma fel. Höjdförlusten omvandlas till rotation hos rotorn som skapar lyftkraften. Dock är en helikopter ej konstruerad för autogirokraft vilket gör det betydligt svårare att landa en helikopter utan motorkraft.
De la Ciervas ursprungliga konstruktion var mycket stabil vid flygning, beroende på att propellerns drivkraft applicerades i farkostens centrumlinje, samt att farkosten var försedd med horisontella stabilisatorer. Under 1950- och 60-talen introducerades enkla autogirokonstruktioner, som exempelvis Bensen B-8M, med skjutande propeller placerad ovanför farkosten centrumlinje, och utan horisontella stabilisatorer. Dessa konstruktioner var i vissa situationer dynamiskt instabila i höjdled och kunde vid kraftig stigning under motorpådrag råka ut för vad som benämns power push-over - PPO. I denna situation stegras farkosten så mycket i längdled att rotorn utsätts för negativa g-krafter. I det läget upphör den uppåtgående luftströmmen genom rotorn, rotorn tappar fart och därmed lyftkraft. Det vridmoment som uppstår genom avståndet mellan farkostens centrumlinje och propellerns drivkraftlinje kommer då att tvinga farkostens nos nedåt, till en brant dykning. PPO leder nästan alltid till haveri med dödlig utgång. På grund av de många dödsolyckorna råkade autogiron under en tid i vanrykte. I moderna autogiror har detta problem eliminerats genom att dessa försetts med horisontella stabilisatorer, i de allra flesta fallen är också propellern monterad på eller i närheten av farkostens centrumlinje.

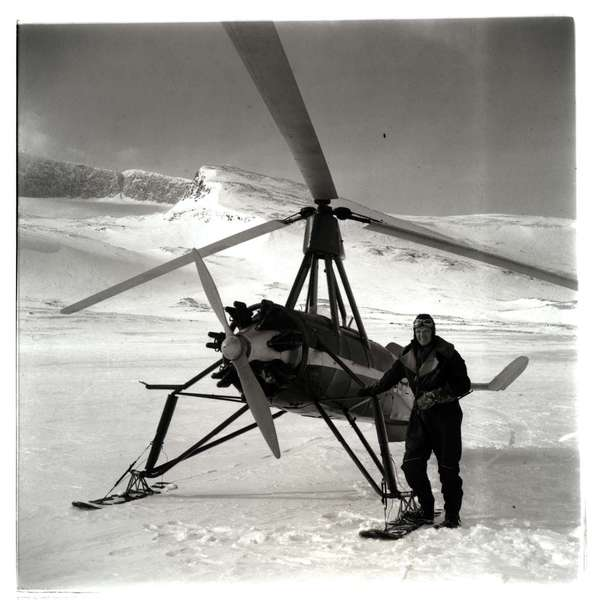
Rolf von Bahr i Jämtlandsfjällen vid sin autogiro SE-AEA av typ Cierva C.30 1939.
Foto: K.W. Gullers

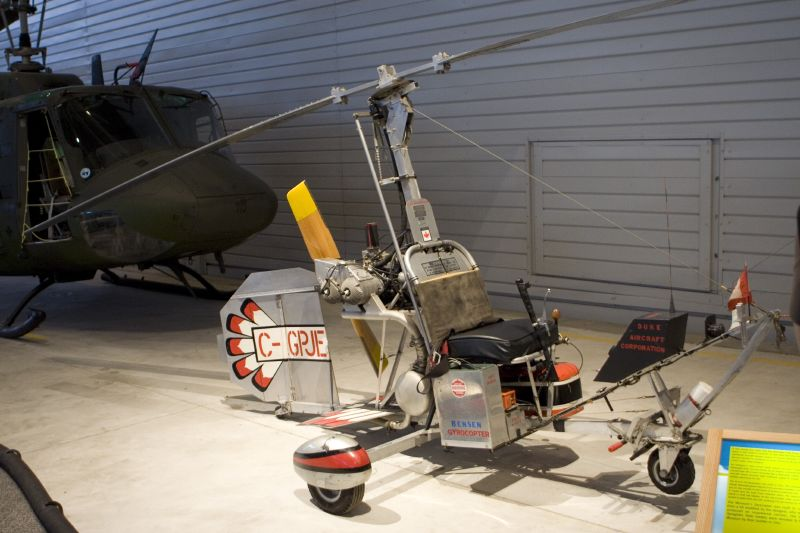
Bensen B-8M vid Canada Aviation Museum

## Autogiro i Sverige
Den första autogiron i Sverige kom till Bulltofta flygfält i Malmö den 5 mars 1934, ditflugen från A.V. Roe & Co. (Avro) i Manchester i Storbritannien av Rolf von Bahr. Därefter fortsatte den till Karlslunds herrgård utanför Örebro, där bröderna Theodor och Henrik Diedens företag AB Autogiro Agenturen skulle använda den i kommersiell verksamhet.
Under 1930- och 1940-talen opererade Rolf von Bahr, först inom AB Autogiro och senare, efter att ha övertagit verksamheten, i egen regi med autogiror och flög bland annat turister i de svenska fjällen, för att under kriget utföra spaningsflygning utefter den skånska kusten åt svenska marinen. 
Rolf von Bahr avvecklade efter andra världskriget sin autogiroverksamhet till förmån för helikopterflyg och sålde sina då kvarvarande tre autogiror till Örebro Bil- och Flygklubb. Ett av flygplanen, SE-AEA av modell Cierva C.30, är bevarad på Tekniska museet i Stockholm, ett, SE-AFI, finns på Aviodrome i Lelystad i Nederländerna och ett tredje, SE-AZB, på Royal Air Force Museum London på Hendon Aerodrome i Storbritannien.
Flera svenska flygklubbar flyger idag (2021) med autogiro.

## Senare konstruktioner
På 1950-talet utvecklade brittiska Fairey prototypen till en 'flygande buss' som kallades Rotodyne. Den var en kombination av helikopter, autogiro och konventionellt passagerarflygplan och utvecklades på uppdrag av statliga Brabazonkomittén. Projektet lades senare ned.
Flera kommersiella tillverkare bygger idag autogiror. En populär autogiro i Sverige är Humlan, en svensk konstruktion ifrån 1970-talet.

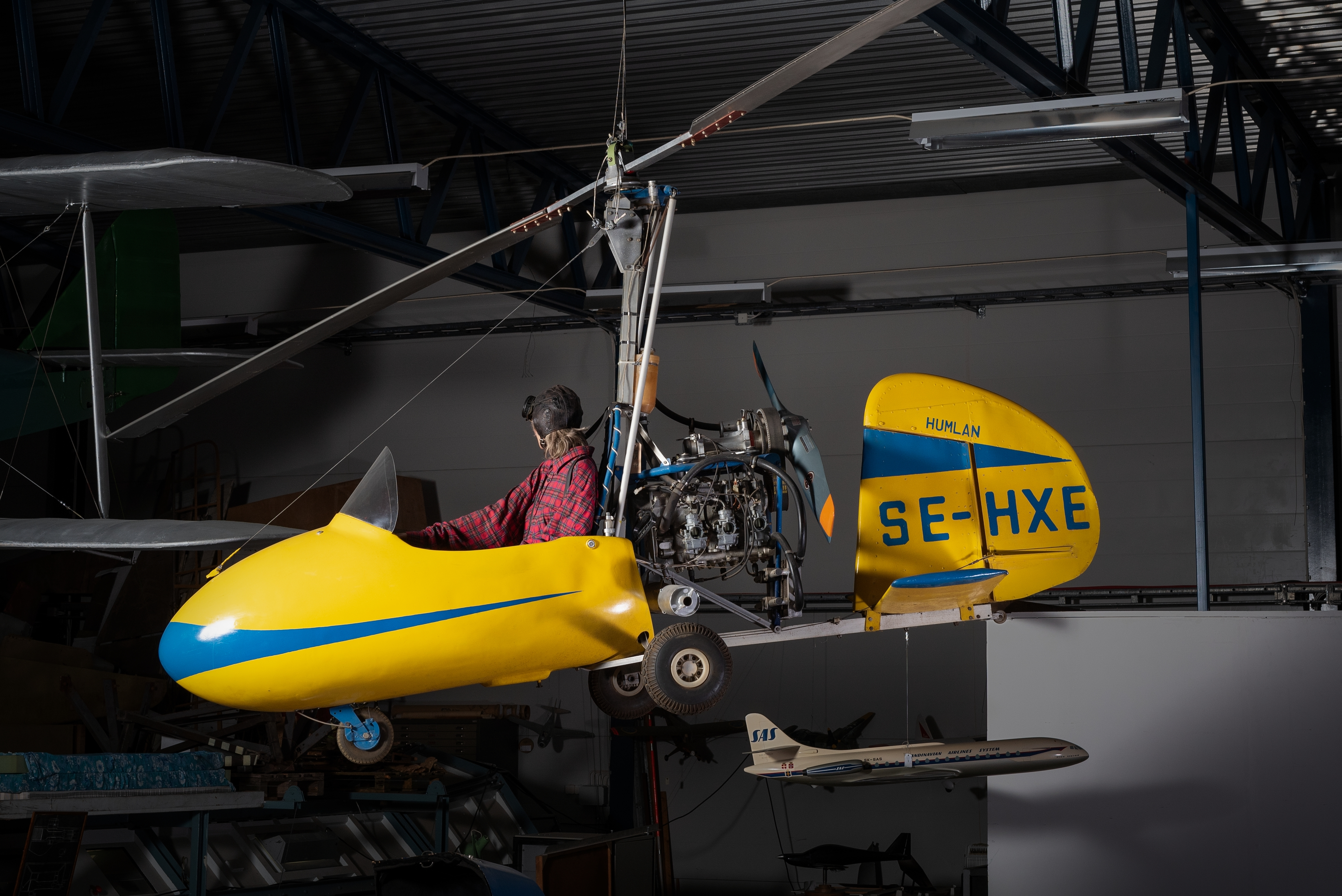
Autogiro SE-HXE Humlan hos Arlanda flygsamlingar.

## Autogiro på film
- Mad Max 2: The Road Warrior
- Man lever bara två gånger

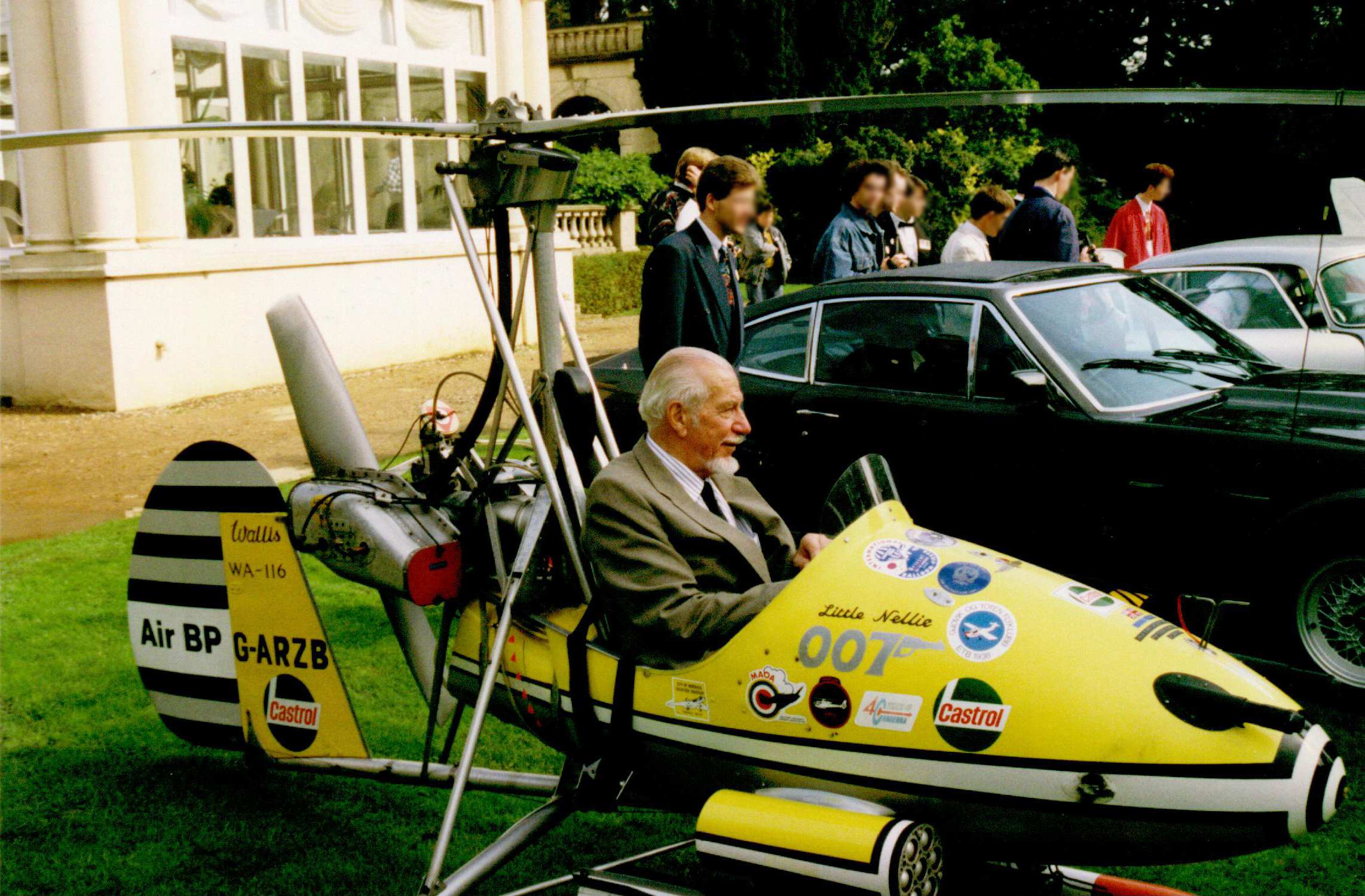
Little Nellie, James Bonds autogiro från Man lever bara två gånger.

- Pippi Långstrump – starkast i världen
- Rocketeer